# Sacramentarium Gregorianum Hadrianum
Le Sacramentarium Gregorianum Hadrianum est un sacramentaire issu du Sacramentaire du pape Grégoire le Grand. Il s'agit des sacramentaires à la base du livre octroyé par le pape Adrien Ier à Charlemagne en 791. Ces livres liturgiques romains restent très importants. D'une part, c'était la source principale en faveur des textes du chant grégorien. D'autre part, le missel romain actuel est directement issu de ce sacramentaire dit Hadrianum,,. L'évolution de ces documents fut parachevée en Gaule, et non à Rome, en profitant de la Renaissance carolingienne.

## Histoire

### Réforme liturgique par Pépin le Bref
L'origine du sacramentaire romano-franc, remanié en Gaule, n'était pas une cause liturgique mais une situation politique. Menacé par les Lombards, le pape Étienne II cherchait une alliance plus paisible. Le pape partit de Rome en 753, accompagné par Chrodegang de Metz, afin de traverser les Alpes. À la suite de ce déplacement, le Saint-Père s'aperçut que la liturgie de Gaule (rite gallican), évangélisée par les prêtres grecs, était différente de celle de Rome. En faveur de Pépin le Bref, qui avait besoin de la légitimité absolue, une haute protection de l'Église de Rome signifiait une excellente consolidation pour sa descendance. Cet événement donna naissance à la création des États pontificaux, d'après la dévotion d'Étienne II. À savoir, la monarchie franque (Gaule) en tant que fille aînée de l'Église, qui restait jusqu'au règne de Napoléon III. Le rite romain y fut adopté sans aucune difficulté. 
Théoriquement, le pape Étienne II devait faire apporter son sacramentaire grégorien personnel. Cela serait le premier grégorien qui ait été transporté en Gaule. Toutefois, l'histoire n'en mentionnait rien, sa postérité non plus. Il est probable, quoi qu'il arrive, que le souverain pontifie ait employé un sacramentaire grégorien, lors du sacré de Pépin le Bref et de ses deux enfants, qui a eu lieu le 28 juillet 754. Car, depuis le VIIe siècle, le Saint-Père n'utilisait que le grégorien type I contenant des stations du carême. On sait cependant qu'en faveur de cet événement, le répertoire du chant vieux-romain fut apporté, pour la première fois, en Gaule.
Dans ce siècle, les sacramentaires utilisés auprès des églises d'Occident étaient très variés, avant que Charlemagne ne bouleverse la situation. Même à Rome, le sacramentaire grégorien type I (version Latran) était en usage au Vatican tandis que la plupart des paroisses préféraient le type II (version Saint-Pierre) ou le sacramentaire gélasien. En Gaule, il s'agissait, soit du sacramentaire gallican, soit du gélasien importé, notamment aux monastères (Jean Deshusses  ; Anselme Davril =). Le meilleur manuscrit du gélasien, Vatican Reginensis 316, fut copié en Gaule, dans la région parisienne vers 750. À Milan, le célébrant gardait le sacramentaire ambrosien en rendant hommage à saint Ambroise.

### Installation du rite romain dans le royaume de Charlemagne
Charlemagne, son successeur, approcha plus au Vatican. D'une part, afin de régner son vaste royaume, il fallait des instruments d'unification. D'autre part, à la suite de l'annexion de la Saxe, l'évangélisation de cette région était indispensable pour stabiliser son occupation,. 
Dans ces optiques, Charlemagne avait besoin des livres liturgiques correctes selon le rite romain. Aussi Alcuin, moine ordinaire de York et déjà en service, fut-il chargé en 785 d'éditer le livre destiné aux célébrants, à savoir sacramentaire romain. Il est normal que Charlemagne ait sollicité le pape Adrien Ier. Cette année 785 était remarquée du commencement de sa centralisation de liturgie, et, en 789, le souverain avança son projet avec le capitulaire Admonitio generalis.

### Sacramentaire octroyé par le pape AdrienIer

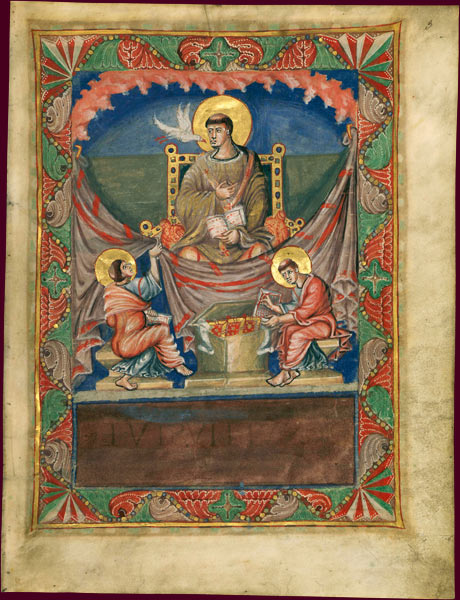
- Mentalité médiévale -
Saint Grégoire le Grand dictant un texte aux scribes. Mais c'est l'Esprit Saint, sur l'apparence d'une colombe, qui lui inspirait ce texte. Aussi aucun pape, à cette époque-là à Rome, ne fit indiquer son nom dans les livres liturgiques.
- Figure de saint Grégoire dans les manuscrits -
C'était au IXe siècle qu'apparut, dans les livres liturgiques, l'image de saint Grégoire avec la colombe (sacramentaire Hadrianum dit de Charles de Chauve, folio 3, copié en Gaule vers 869).

À la suite de cette demande de Charlemagne, le Saint-Siège fit fournir le texte de sacramentaire en usage, et ce texte copié fut emporté par l'abbé de Ravenne vers 785. Toutefois, le document contenait de nombreuses méprises. Étant mécontent, Charlemagne chargea à Paul Diacre d'acquérir un meilleur exemplaire de texte. Adrien Ier devait chercher un autre moyen. Finalement, il lui fallut sélectionner, en faveur de ce souverain très chrétien, un des sacramentaires papaux dans la bibliothèque de Latran. Le livre lui fut octroyé en 791 ou plus tôt,. Il semble qu'il s'agît d'un livre de luxe. Comme cette expédition était sa réponse, Adrien Ier devait lui communiquer : 

« ... la Sainte Église catholique reçoit du pape saint Grégoire lui-même l'ordonnance des messes, des solennités et des oraisons, »

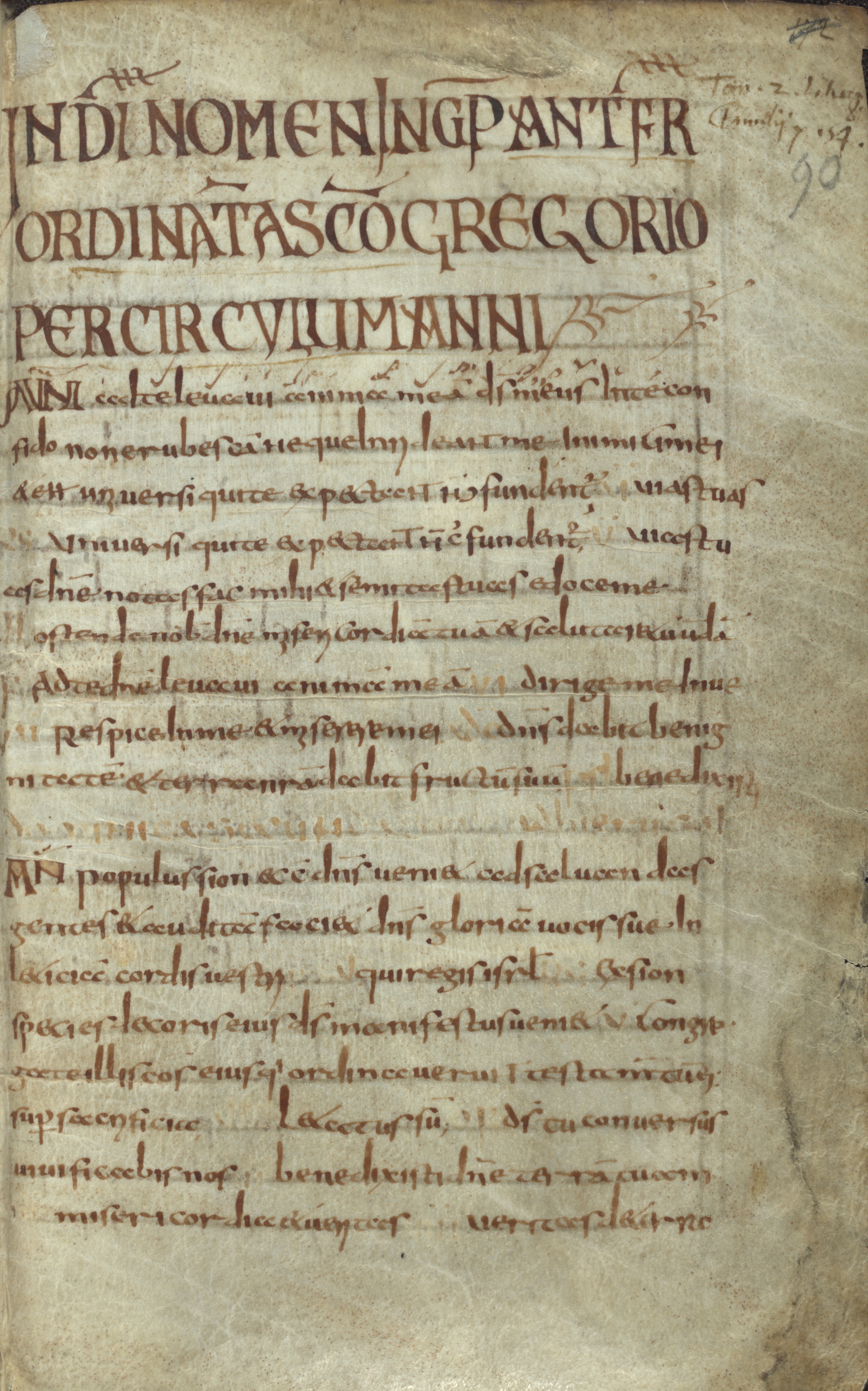
- Invention des Carolingiens -
Antiphonaire du Mont-Blandin copié vers 800 dans un monastère lié à Charlemagne. « Sco (Sancto) Gregorio » indique son attribution.

Cette lettre, manquant de date, suggérait qu'il s'agît d'un sacramentaire. Saint Grégoire mentionné était soit saint Grégoire le Grand, soit Grégoire II († 731) qui avait effectué, lui-même, une reforme liturgique au sein du Vatican. Il n'est pas facile à identifier ce qui concernait. En effet, c'était un sacramentaire très compliqué, qui possédait l'ancienneté (structure et contenu sous Honorius Ier († 638)) et la nouveauté (addition par Grégoire II). 
Comme le sacramentaire octroyé fut perdu, et que, de nos jours, il ne reste que la copie de texte (manuscrit Cambrai 164), cette missive d'Adrien Ier est un seul document de témoignage. Elle expliquait pourquoi le souverain pontifie avait choisi ce sacramentaire : celui-ci était un exemplaire particulier, lié à l'un de ces deux papes Grégoire. On ignore son détail.  
Mais l'impact de cette missive était tellement abondant que ses effets restent jusqu'ici. Charlemagne ou son collaborateur n'hésita pas à profiter de cette lettre pour manifester l'authenticité. D'abord, à partir du VIIIe siècle, tous les sacramentaires grégoriens copiés dans le royaume carolingien mentionnaient, dans leur titre, le nom de saint Grégoire en tant qu'éditeur : a sancto Gregorio papa romano editum. Ensuite, la missive donnait pareillement son autorité au chant grégorien. Composé en Gaule, ce chant liturgique était toutefois attribué, jusqu'à la deuxième moitié du XXe siècle, à ce saint pape, faussement. Certes, les chantres carolingiens l'appelaient encore le chant romain, selon le texte édité à Rome. Toutefois, les manuscrits en Gaule indiquaient le nom de saint Grégoire. Les plus anciens témoins étaient deux manuscrits copiés vers 800, dont l'antiphonaire du Mont-Blandin (voir l'image à gauche). Enfin, même si la dénomination sacramentaire romano-franc est, dans le contexte scientifique, plus convenable, et que ni Grégoire Ier ni Adrien Ier ne fût éditeur du livre octroyé, les chercheurs continuent à utiliser le terme sacramentaire Gregorianum Hadrianum jusqu'aujourd'hui. 

### Rédactions par Alcuin
Livre arrivé, mais aussitôt la joie fut transformée en confusion. Le sacramentaire était loin d'être utilisable. Comme le manuscrit commettait plein d'erreurs du latin défectueux, les latinistes carolingiens furent terriblement frappés,. À cette époque-là, leur connaissance était supérieure à celle de Rome. Au début du IXe siècle, l'édition corrigée apparut. De surcroît, il fallait des supplémentaires afin de satisfaire l'usage au royaume de Charlemagne. Ce besoin était présenté dans des manuscrits, en tant qu'une longue préface Hucusque, selon le premier mot,.
1 200 ans après, nos chercheurs répartissent l'avis d'Alcuin. En 1929 déjà, Monseigneur Michel Andrieu écrivit : « L'Hadrianum n'est donc pas un exemplaire normal du Grégorien. » ; « Pourquoi le pape envoya-t-il à Charlemagne un exemplaire si peu complet du sacramentaire romain ? » 
D'après le manuscrit Cambrai 164, copie du sacramentaire d'Adrien Ier, il est évident qu'à cette époque-là, les copistes romains n'avaient pas assez de qualité. Ainsi, dans le folio 127, à la fin de l'oraison du 2 février, le Cambrai 164 manque de mots vraiment importants priusquam Christum Dominum videre mereretur texte original. Cette omission peut être considérée comme faute d'un copiste romain. Mais dans les manuscrits tardifs Hadrianum, ces mots étaient restaurés. Les correction et révision étaient tout à fait nécessaires.  
Aussi assez paradoxalement ce manuscrit incomplet donna-t-il naissance à un sacramentaire romain par excellence en Gaule.   
D'ailleurs, afin d'expliquer le remaniement d'Alcuin, il faut remarquer que ce moine s'illustrait de son grand talent. Il suffit de présenter un exemple. L'une de ses hymnes Luminis fons est actuellement chantée ou récitée, depuis le concile de Vatican II, aux vêpres de lundis des semaines II et IV, selon la nouvelle liturgie des Heures :
Il est donc normal qu'Alcuin engageât encore ses services, maintenant créatifs. On comprend que le sacramentaire simplement corrigé ne fût pas capable de répondre au besoin des célébrants. Ainsi, le sacramentaire octroyé manquait de texte des obsèques, étant donné que le pape ne préside jamais les funérales. De même, il n'y avait pas de texte de la célébration de pénitence, car le Saint-Père ne l'administrait guère.
Finalement abbé du monastère royal de Saint-Martin de Tours, ce moine continua, avec cette connaissance exceptionnelle, à enrichir le sacramentaire, surtout sa rédaction de nombreuses messes votives. Ces dernières étaient réalisées en profitant des manuscrits du gélasien franc, conservés en Gaule. D'où, Alcuin respectait toujours le rite romain authentique. Enfin après vingt ans de travaux, tous les livres requis de liturgie romaine furent complétés et achevés à la fin du VIIIe siècle, et l'abbaye de Tours conservait un missel de l'abbé Alcuin. L'existence de ce livre était mentionnée, non seulement par Alcuin lui-même (de nostro tuli missale) mais également par l'inventaire de l'abbaye de Saint-Riquier en 831 : « missalis gregorianus et gelasianus modernis temporibus ab Albino (Alcuin) ordinatus »,.

## Caractéristiques
Le sacramentaire Gregorianum Hadrianum se distinguait notamment de sa qualité de texte. Certes, une connaissance profonde d'Alcuin réalisa un sacramentaire par excellence. Toutefois, il ne faut pas oublier la qualité des copistes carolingiens dans le royaume de Charlemagne. Ce dernier, en recommandant le latin aux monastères, avait fait florès la Renaissance carolingienne, une culture florissante d'écriture. D'où, quand bien même les manuscrits restants ne seraient pas nombreux, on trouve une forte uniformité parmi eux, au regard du texte de propre sacramentaire. Ainsi, celui du manuscrit latin 2812 de la bibliothèque nationale de France est identique à celui du manuscrit Ottoboni 313 de la bibliothèque apostolique vaticane, mot pour mot.    
D'autre part, grâce à la rédaction sans cesse d'Alcuin, le sacramentaire romain rétablit son intégralité, pour la première fois depuis son origine, sacramentaire dit prégélasien et prégrégorien. À savoir, le sacramentaire Hadrianum possédait sa double fonction, papal et presbytéral. L'usage était en conséquence adapté aux paroisses, monastères et bien entendu même au Saint-Siège. De surcroît, à la différence du gélasien, celui-ci devint tout à fait fidèle à toutes les réformes liturgiques, celles de saint Grégoire le Grand († 604), de Serge Ier († 701) et de Grégoire II († 731),. Avec ses suppléments, le livre était capable de répondre au besoin de chaque établissement. Les célébrants, qui étaient désormais obligés d'effectuer le rite romain, en bénéficiaient aisément.
De même, le Hadrianum se caractérisait des stations du carême à Rome, quel que soit le lieu de copie, quel que soit l'établissement d'usage. Pour les copistes carolingiens, cette précision des églises où le pape célébrait la messe pendant cette période restait l'hommage au Saint-Siège, ou à saint Grégoire le Grand, qui avait octroyé ce livre liturgique saint. En conséquence, même les manuscrits tardifs (ainsi qu'un certain nombre de livres du chant grégorien) conservaient les stations, avec la préposition ad dans la rubrique. Par exemple, Ad Sanctum Johannem signifie la basilique Saint-Jean-de-Latran, et non la fête de saint Jean. 

## Postérité

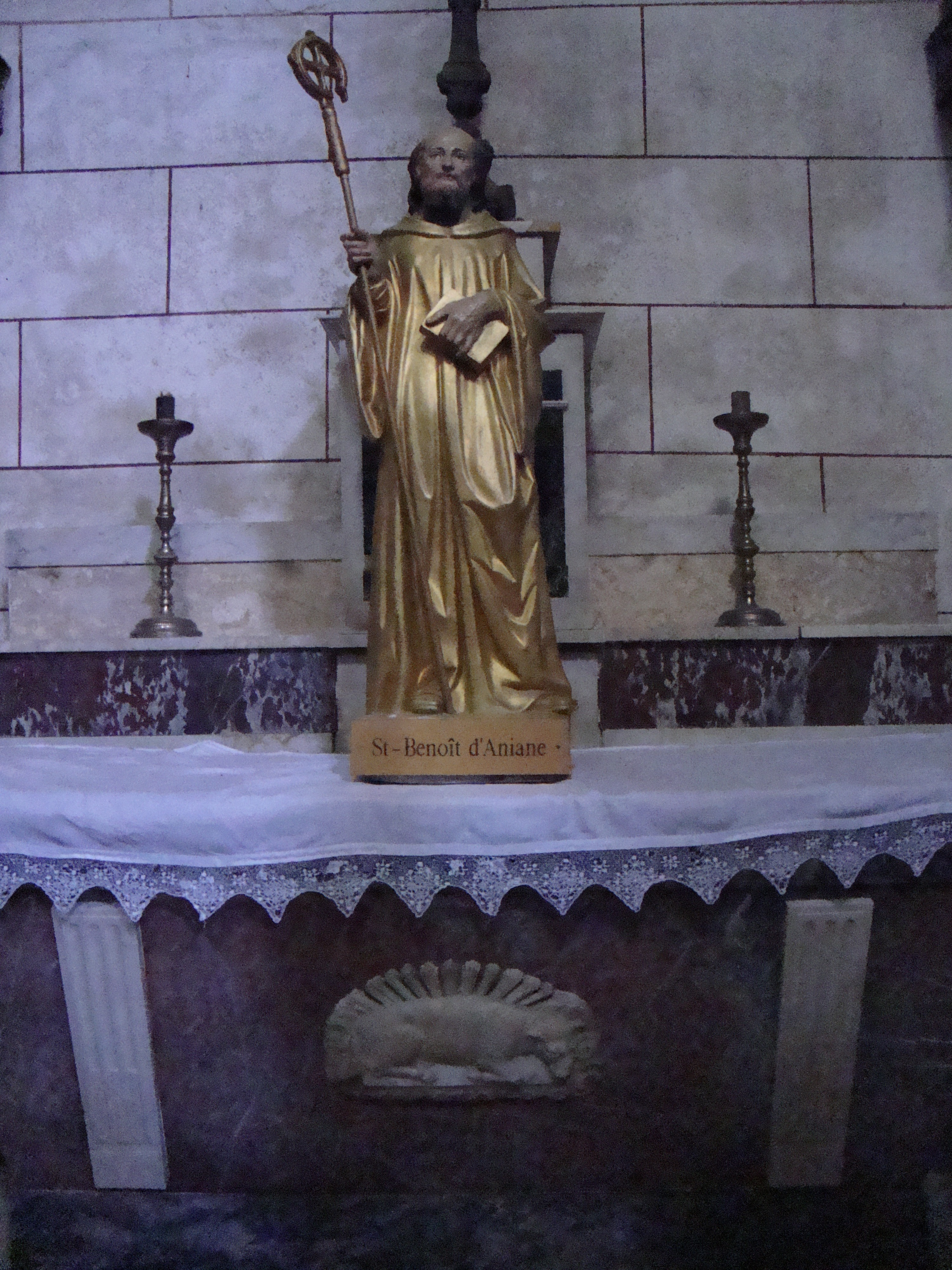
Statue de saint Benoît d'Aniane dans son ancienne abbaye.

Après la rédaction d'Alcuin, les moines continuaient encore à réviser le sacramentaire grégorien. Ses principales variants apparurent à l'abbaye d'Aniane en utilisant des sources gallicanes. Leur rédaction se commença entre 810 et 820. À partir du milieu du IXe siècle, il y avait plus de variants dont un certain nombre de manuscrits irréguliers avec des copies du sacramentaire Hadrianum authenthique. Ces remaniements étaient effectués essentiellement sous influence de la liturgie wisigotique, étant donné que l'abbé saint Benoît d'Aniane était fils du comte de Maguelone. Son immense influence était tellement puissante que quasiment tous les manuscrits Hadrianum connaissait ses textes, ou au moins ses traces, à l'exception du manuscrit Cambrai 164 et du Vérone XCI.
Ceux qui animaient la fabrication de sacramentaire étaient non seulement le monastère d'Aniane mais également l'abbaye Saint-Paul de Cormery liée à Alcuin et l'abbaye de l'Île Barbe près de Lyon. Cette dernière était vraisemblablement soutenue par les archevêques de Lyon Leidrade et Agobard et fit copier les meilleurs manuscrits d'Aniane primitif.  
Il est vrai que ces événements, arrivée de manuscrit papal dans le royaume de Charlemagne et achèvement de version complétée par Alcuin, favorisèrent l'usage habituel du sacramentaire grégorien dans toute l'Europe en raison de ses qualité et autorité, notamment autorité de saint Grégoire le Grand dans le titre A Sancto Gregorio Papa Romano editum tout comme le nom du chant grégorien. Le sacramentaire Gregorianum Hadrianum ouvrit la porte pour le rite romain, qui n'était autre qu'une liturgie locale au milieu d'Italie, afin de devenir rite universel avec son immense expansion. Cette évolution préparait même le missel romain actuel.
Quant au chant grégorien, le sacramentarium Gregorianum Hadrianum devint sa base de texte. En effet, certes, le rite romain avait été établi, sans beaucoup d'opposition des célébrants. De plus, avec l'Admonitio generalis en 789, Charlemagne faisait contrôler strictement l'exécution du rite romain aux paroisses. Toutefois, la situation concernant le chant liturgique était tellement différente. Les chantres carolingiens contestaient le chant vieux-romain aux chantres romains. La querelle entre deux causa finalement la création du chant messin, puis du chant grégorien. Il s'agissait d'une hybridation du chant vieux-romain et du chant gallican. D'où, le texte était issu du sacramentarium Hadrianum, dorénavant standard, et mélange entre le grégorien et le gélasien. 

## Évolution et variants du sacramentaire grégorien ainsi que principaux manuscrits

### Lignée du sacramentaireGregorianum Hadrianum
1. [Sacramentaire dit prégélasien et prégrégorien]
2. Sacramentaire grégorien original
3. Sacramentaire grégorien - type I (Latran)
4. Sacramentaire grégorien - type II (Saint-Pierre)
5. Sacramentaire grégorien - Serge Ier
6. Sacramentaire grégorien - Grégoire II
7. Sacramentaire Gregorianum Hadrianum original
8. Sacramentaire Hadrianum corrigé
9. Sacramentaire Hadrianum enrichi
10. Sacramentaire Hadrianum type III (Aniane pur)
11. Sacramentaire Hadrianum type III (Aniane corrigé)
12. Sacramentaires grégoriens types I et II, tardivement copiés

- [Sacramentaire dit prégélasien et prégrégorien] (avant 600)
L'existence d'un sacramentaire, perdu, fut proposée en 1958 par Antoine Chavasse[15]. Avec plusieurs indices, il présenta ce sacramentaire hypothétique duquel aucun manuscrit ne fut pas retrouvé. Ce sacramentaire primitif aurait été évolué, selon deux objectifs différents papal (au Vatican) et presbytéral (aux paroisses), en tant que grégorien et que gélasien[16]. En imaginant un document primitif, Dom Jean Deshusses proposait son terme le tronc commun au lieu d'un sacramentaire[jd1 5].
  - manuscrit : à découvrir — [catégorie théoriquement établie]
- Sacramentaire grégorien original
De nos jours, le pape saint Grégoire Ier († 604) est considéré comme grand réformateur de la liturgie. Ainsi, il reste une lettre indiquant que ce pape fit chanter l'alléluia, pour la première fois même après la Pentecôte. L'auteur de la lettre datée en 598 n'était autre que saint Grégoire le Grand lui-même[sg04 4]. Pourtant, au regard de la rédaction du sacramentaire dit grégorien, non plus, il n'existe aucun manuscrit restant. Ce qui est certain, c'est une lettre d'Egbert d'York écrite probablement vers 735, qui attribuait à saint Grégoire la paternité du sacramentaire et de l'antiphonaire en usage auprès des Îles Britanniques[ep 4],[jd1 5]. (Michel Andrieu adoptait une datation plus ancienne selon Aldhelm († 709), évêque de Sherborne[mj 4].) Là-bas, l'évangélisation était aisément avancée par ce saint pape, avec sa recommandation de la règle de saint Benoît, plus adaptée à la vie monastique, à la place de celle de saint Colomban. Encore faut-il trouver un manuscrit ou un document indiquant la rédaction sous le pontificat de saint Grégoire ou son successeur. En effet, il semble que, d'après Dom C. Coebergh, le premier sacramentaire grégorien, original, fût singulièrement réservé à l'usage personnel du pape ou de ses représentants ainsi qu'aux églises stationnales à Rome[jd1 6].
  - manuscrit : à retrouver — mentionné mais tardivement
- Sacramentaire grégorien - type I (Latran)
En admettant que l'origine du sacramentaire papal soit à identifier, l'Église romaine connaît plusieurs textes successifs dans le Liber Pontificalis contenant les principaux actes de chaque pontife. Parmi ces 225 pièces concernantes (ainsi que suppléments), les textes les plus anciens peuvent être attribués à un sacramentaire papal stationnal. Les comparaison et convergence de nombreux manuscrits et du Liber Pontificalis permettaient, de point de vue de la science, de reconstruire ce tronc commun. Aujourd'hui, ce sacramentaire primitif s'attribue au pontificat du pape Honorius Ier († 638)[jd1 7],[jd3 4],[ep 3]. En effet précisent la datation entre 609 et 638, avec certitude, plusieurs formulaires pour la Dédicace de Sainte-Marie aux Martyrs (15 mai 609)[17], les fêtes de saint Nicodème, de sainte Lucie de Rome. Ce sacramentaire était déjà bien structuré tandis que l'on y trouve plusieurs pièces moins sophistiquées et trop répétées. D'où, on peut imaginer un premier recueil, composé d'un temporal et d'une série de fêtes sanctorales, qui peut être attribué à saint Grégoire le Grand[jd1 6]. Strictement réservé au pape, le sacramentaire type I primaire ne quitta pas Latran où le souverain pontifie demeurait toujours. C'était néanmoins durant la période du carême que le livre l'accompagnait selon la nouvelle coutume des stations du carême. Ce sacramentaire fondamental fut amélioré plus tard, avec certains textes primitifs de fêtes mariales (Hypapante, Annonciation, Assomption et Nativité), avant que ne soit édité le sacramentaire type II[jd3 5]. 
  - manuscrit : à trouver (date à fixer)
- Sacramentaire grégorien - type II (Saint-Pierre)
Il s'agissait d'une adaptation (ou hybridation) du sacramentaire grégorien au gélasien, effectuée au milieu du VIIe siècle[jd3 6]. D'après Antoine Chavasse, la basilique Saint-Pierre du Vatican puis un certain nombre d'églises à Rome auraient directement adopté le sacramentaire grégorien type I. Ensuite entre 650 et 683, une version hybride entre les deux sacramentaires fut fournie et y entra en usage. D'où, le grégorien gagna, à partir de la première moitie du VIIe siècle, la IIIe région de la ville éternelle, puis dans d'autres régions romaines[18]. Dom Jean Deshusses donnait la date de création plus précisée, aux années 670 - 680, car des études récentes trouvaient qu'auprès de l'église de l'Orient, la rédaction semblable était simultanément effectuée entre 668 et 680[jd1 8]. Or à Rome, cet usage du sacramentaire hybride se termina définitivement, une fois que le grégorien type I avait été remanié au VIIIe siècle[18]. On constate que, dans le sacramentaire grégorien type II, les matériaux issus du gélasien restaient multiples, notamment au regard des messes dominicales et quotidiennes[jd1 9]. Si le type II manque de manuscrit ancien, de nombreux éléments communs se trouvent dans des manuscrits variés, au-dessous[jd1 9],[jd3 6] :  
  - manuscrits : plusieurs manuscrits du gélasien au VIIIe siècle ; palimpseste de Mont-Cassin manuscrit 271 K (Archivio della Badia auprès de l'abbaye territoriale du Mont-Cassin, fragments de sacramentaire en 13 bifeuillets, vers 700[19]) ; Missale gallicanum vetus (Biblioteca apostolica vaticana, manuscrit palat. latin 493, VIIIe siècle [manuscrit en ligne]) ; fragments du sacramentaire de Salzbourg (copié au IXe siècle, voir ci-dessous type I)
  - manuscrit tardif : sacramentaire de Padoue D. 47 (type II complet, copié entre 840 et 855, voir ci-dessous)
- Sacramentaire grégorien - Serge Ier († 701)
Le sacramentaire grégorien connaissait, sous le pontificat de Léon II († 683), un certain nombre d'additions[jd1 10]. Puis, le pape Serge Ier acheva une reforme liturgique significative. Il s'agissait notamment de nouveaux textes des fêtes mariales, Annonciation, Assomption et Nativité de Marie[jd3 7]. En outre, c'était sous le pontificat de ce pape que l'Agnus Dei fut ajouté dans l'ordinaire de la messe. Car, les parents de ce souverain pontife étaient originaires de la région d'Antioche où cette pratique était habituelle et qu'il s'agissait d'une réponse contre le concile de Quinisexte (692), qui avait décidé de supprimer l'image du Christ en tant qu'Agneau de Dieu[20]. Cette reforme avait besoin du remaniement de sacramentaire. Dom Deshusses supposait la révision tenue vers 690, en admettant qu'il ne soit pas facile à identifier sa première apparition[jd1 8]. 
  - manuscrit : à rechercher
- Sacramentaire grégorien - Grégoire II († 731)
Avant l'expédition du sacramentaire par Adrien Ier, il existait une autre reforme liturgique à Rome. On connaît correctement le détail de cette reforme par le pape Grégoire II, grâce à un texte dans le Liber Pontificalis[mj 1]. Il s'agissait des formulaires manquants dans les messes du carême, cinq nouvelles messes au total des jeudis, ainsi que de celle du samedi veille des Rameaux. Si ces messes se trouvaient déjà dans le gélasien, les textes issus de Grégoire II demeurent assez différents. Pour satisfaire ces nouvelles célébrations, il suffisait de fournier un feuillet intercalé, au lieu de réviser le sacramentaire existant[jd1 11]. D'où, la pratique fut immédiatement tenue[mj 5]. À la suite de ces additions successives, le sacramentaire grégorien comptait 565 pièces environ, avec 83 formulaires pour le temporal ainsi que 79 pour le sanctoral[ep 3].
  - manuscrit de sacramentaire : remaniement effectué plus tardivement ; le sacramentaire d'Adrien Ier contenait déjà ces textes des jeudis de carême[mj 1].
- Voir aussi, Michel Andrieu, Les messes des jeudis de carême et les anciens sacramentaires dans la Revue des Sciences Religieuses 1929 [lire en ligne]
- Sacramentaire Gregorianum Hadrianum original
  - Le livre original fut perdu.
  - Sacramentaire d'Hildoard
(Bibliothèque municipale de Cambrai, manuscrit 164, anciennement à la cathédrale de Cambrai manuscrit 159)
Manuscrit unique et extrêmement particulier, les chercheurs conclurent de nos jours qu'il s'agit d'une copie quasiment directe du sacramentaire octroyé par le pape Adrien Ier (folios 33v - 203[vl 2]). En effet, ce manuscrit contient de nombreuses fautes propres, assez vraisemblablement issues du sacramentaire original[jd1 12],[jd3 2]. Sa fabrication est attribuée aux années 811 - 812 et fut probablement effectuée à Cambrai, car ces travaux furent tenus sous l'ordre de l'évêque de Cambrai Hildoard († 816)[ep 3]. Le texte de ce sacramentaire rassemble à celui des manuscrits achevés sous le pontificat d'Honorius Ier († 638), donc il ne s'agirait pas d'une dernière édition[ep 5]. Par ailleurs, il y a de nombreux compléments tardivement ajoutés[jd1 12],[jd3 2]. Le manuscrit conservait des caractéristiques très anciennes, par exemple, la fusion du temporal et du sanctoral en une année liturgique intégrée[ep 2]. On peut consulter le contenu et ses détails dans l'œuvre de Victor Leroquas (1924)[vl 3].
- Sacramentaire Hadrianum corrigé
  - Sacramentaire de Vérone (I)
(Biblioteca capitolare Verona, manuscrit XCI)
Le manuscrit 91 de Vérone fut malheureusement tronqué. Le sacramentaire ne se commence qu'à partir de n° 670, du mois d'août[jd1 1]. Mais le texte de sacramentaire est celui d'Alcuin authentique et il n'y a aucune influence d'Aniane. Il s'agit d'une singularité de ce manuscrit, qui ne se trouve dans aucun des manuscrits suivants[jd1 1]. Au regard des suppléments, ils ne sont autres que les copies des gélasiens du VIIIe siècle[jd1 13]. Aussi s'agit-il d'un seul manuscrit restant aujourd'hui du sacramentaire Hadrianum corrigé. Pour la fabrication, Dom Jean Deshusses donnait la première moitié du IXe siècle[jd1 13] si la bibliothèque préfère faussement le Xe siècle[21]. L'absence de manuscrits de cette catégorie signifie qu'il y eût peu d'exemplaires ou que les livres primitifs aient été abandonnés.
- Sacramentaire Hadrianum enrichi
  - Sacramentaire de Vérone (II)
(Biblioteca capitolare à Vérone, manuscrit LXXXVI)
La plupart des manuscrits Hadrianum s'attribuent à cette catégorie ou aux suivantes. Également conservé à Vérone, dans la même bibliothèque, le manuscrit 86 aurait été copié un peu plus tard, dans le second tiers du IXe siècle à Vérone (L'Institut de recherche et d'histoire des textes propose entre 846 et 855[22]). Si celui-ci subit un dommage considérable, on y trouve un excellent texte authentique du sacramentaire Hadrianum. Il y a aussi deux lacunes distinguées ainsi qu'une partie importante des messes d'Alcuin. Par erreur, la bibliothèque de Vérone propose son identification gélasien-grégorien[21]. Pourtant, les suppléments ne restent plus ceux du gélasien. Donc, il s'agit exactement d'un bon témoin du Hadrianum enrichi, qui annonçait un groupe de manuscrits d'excellente qualité, celui de Reichenau-Saint-Gall (voir ci-dessous)[jd1 14]. Avec ces deux manuscrits successifs de Vérone, on peut dire que la transition vers Hadrianum enrichi fut très rapidement tenue. Par ailleurs, il faut remarquer également que le manuscrit contient un peu de notation musicale[22].
  - Sacramentaire à l'usage de Tours
[Sacramentaire d'Alcuin]
(Bibliothèque municipale de Tours, manuscrit BM184 quelques folios en couleur et Bibliothèque nationale de France, manuscrit latin 9430 [lire en ligne][23])
Alcuin laissait, à la suite de son décès à Tours, son œuvre achevée, qui fut perdue. Cependant, un sacramentaire, copié trois quarts de siècle après (à la fin du IXe siècle), était gardé à l'abbaye Saint-Martin de Tours. Il s'agit du plus ancien manuscrit conservé, directement issu d'Alcuin[jd1 2]. La particularité de ce manuscrit se distingue de sa série des communs[24] originaux[jd2 2]. En 1924, Victor Leroquais reconstruisait ces deux documents, avec son identification de chaque folio, en deux sacramentaires et encore quelques fragments[vl 4]. Mais il est possible qu'il s'agisse des fragments issus d'un sacramentaire.
    - L'influence du remaniement d'Aniane était si puissante que les manuscrits issus d'Alcuin ne sont pas nombreux. Le Hadrianum enrichi d'Alcuin se composait essentiellement des I. sacramentaire révisé par Alcuin (texte issu du sacramentaire grégorien) ; II. préface Hucusque[ra 6] ; III. table des capitula et IV. textes liturgiques du supplément[ra 9].

  - Sacramentaire de Reichenau
(Österreichiche Nationalbibliothek, manuscrit latin 1815 contenu)
Il s'agit d'un manuscrit important et intéressant, issu de l'abbaye de Reichenau. C'est un sacramentaire Hadrianum, mais enrichi avec de nombreuses additions postérieures et successives. Lors de sa fabrication au milieu du IXe siècle[jd1 15], le manuscrit contenait déjà assez de messes votives. (Il s'agit de l'un de caractères du sacramentaire Hadrianum enrichi.) Par ailleurs, certains manuscrits de cette catégorie possède une forte ressemblance, en raison de laquelle on peut présumer un original pour celui-ci et deux suivants, Donaueschingen 191 ainsi qu'Oxford D. I. 20[jd1 15]. Une particularité, dans les folios ajoutés, on trouve un texte en langue germanique pour la confession (13v - 14r)[jd3 8].
  - Sacramentaire de Constance
(Hofbibliothek Donaueschingen, manuscrit 191 contenu)
Le manuscrit fut copié vers le troisième quart du IXe siècle. On ignore le lieu de copie, soit à l'abbaye de Saint-Gall, soit à l'abbaye de Reichenau[25]. Le texte du sacramentaire demeure très proche de celui de Reichenau tandis que le supplément se compose du texte de Reichenau et de messes dominicales plus tardives[jd1 12]. Le manuscrit était auparavant conservé à la bibliothèque capitulaire de Constance, comme la couverture indique, puis fut acquis par la fondation culturelle de l'État Bade-Wurtemberg[25].
  - Sacramentaire de Saint-Gall (Sacramentaire de Mayenne)
(Bibliotheca Bodleiana auprès de l'université d'Oxford, manuscrit Auctio D. I. 20 contenu en détail ; voir aussi en anglais)
Manuscrit fourni dans le IXe siècle, ce sacramentaire était exactement réservé au monastère bénédictin. Son origine est attribuée à l'abbaye de Saint-Gall, d'une part, en raison de ses notations rythmiques, ajoutées aux folios 36v et 37. D'autre part, dans le calendrier, on trouve saint Gall de Suisse (16 octobre) et saint Magnus (19 août), liés au monastère. Au regard de l'usage, l'existence de saint Alban (1er décembre) et d'autres indices indiquent son lien fort avec l'abbaye Saint-Alban devant Mayence. D'où, on considère que son utilisation était établie à ce monastère. Il s'agit d'un Hadrianum littérairement enrichi, notamment distingué de sa richesse de nombreuses messes votives, lui-aussi[jd3 9]. Dom Jean Deshusses classifiait ce manuscrit comme un du groupe Reichenau-Saint-Gall, en raison de leur ressemblance, probablement issue d'une source commune[jd1 15].
  - Sacramentaire de Luxeuil
(Bibliotheca Bodleiana à Oxford, manuscrit Add A173 contenu en détail ; voir aussi en anglais)
L'université d'Oxford possède un autre manuscrit en fragments. Ce manuscrit fut copié dans la deuxième moitié du IXe siècle. L'abbaye Saint-Pierre et Saint-Paul de Luxeuil le conservait depuis longtemps, mais il est curieux que son l'usage ne fût pas destiné aux monastères. Ensuite, ces fragments furent vendus, par Guillaume Libri, à la bibliothèque Bodléienne le 2 avril 1859. De nombreux folios avaient été perdus[26]. Il s'agit d'un Hadrianum enrichi. D'où, dans le folio 42v, on trouve une messe anniversaire du pape[jd3 10].
  - Sacramentaire de Mayence (Sacramentaire de Saint-Alban)
(Bischöfliche Seminarbibliothek Mainz, manuscrit 1 (Handschrift 1))
Ce manuscrit aussi fut copié vraisemblablement à la fin du IXe siècle en faveur de l'abbaye Saint-Alban[jd1 16], l'un des monastères bénédictins les plus distingués à cette époque-là. Le texte rassemble à celui des manuscrits copiés en Suisse[jd1 16]. Ceux qui restent particuliers sont les préfaces du supplément dans les messes, y compris celles de saint Alban, de saints Serge et Bacchus de Rasafa. Il y a des bénédictions épiscopales d'Aniane. Il s'agit d'un manuscrit vraiment riche[jd1 16].
  - Sacramentaire de Modène
(Biblioteca capitolare della cattedrale di Modena, manuscrit O. II 7)
Quoiqu'il s'agisse d'un Hadrianum enrichi, le manuscrit, qui fut copié sans doute au milieu du IXe siècle pour l'usage à Modène ou à Reggio d'Émilie[jd1 16], reste assez étrange. On y trouve de grosses lacunes (folios 108 - 538). De surcroît, ce sacramentaire avait subi un énorme remaniement à partir du folio 814. Le supplément contient essentiellement les messes dans les manuscrits anciens desquelles la caractéristique demeure vraiment classique : messes des dimanches sans les variantes d'Aniane, messes votives très proches de celles d'Alcuin trouvées dans les livres de Tours. On remarque cependant qu'il y a un peu de trace d'Aniane[jd1 16]. Le manuscrit annonçait donc une immense influence de la version d'Aniane.

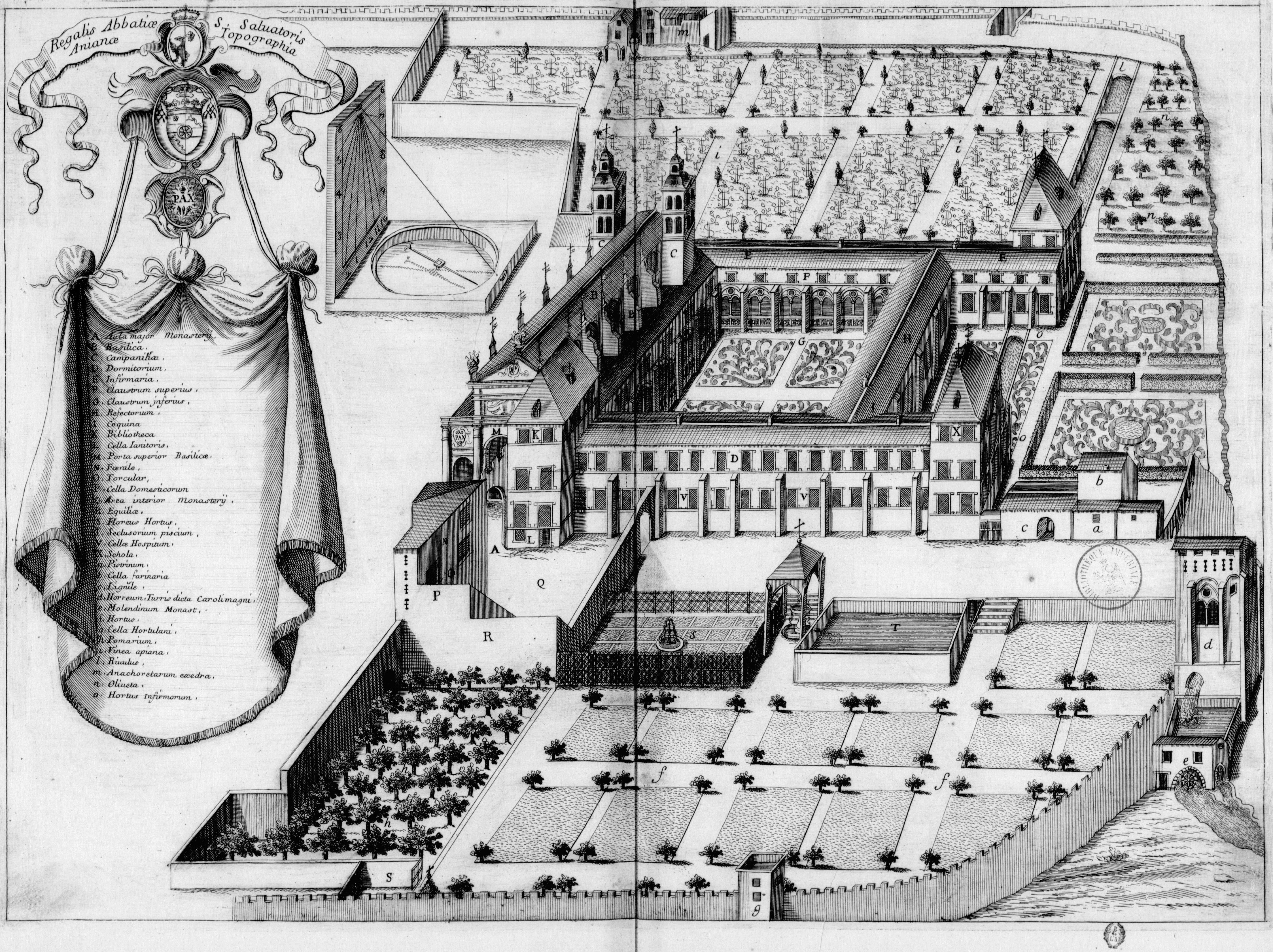
Abbaye Saint-Sauveur d'Aniane au XVIIe siècle.

- Sacramentaire Hadrianum - Type III (Aniane pur)
  - Sacramentaire de Marmoutier (Sacramentaire de Raganaldus)
(Bibliothèque municipale d'Autun, manuscrit BM.19bis, anciennement au Grand séminaire manuscrit 19)
Il s'agit d'un manuscrit très important de cette catégorie, non seulement un sacramentaire correct issu du Hadrianum mais aussi manuscrit de luxe et encadrement orné de miniatures. Celui-ci possède donc une grande valeur artistique [voir ses images en couleur]. Le manuscrit était protégé grâce à une conservation parfaite[ra 10]. On comprend que l'origine du manuscrit était l'abbaye de Marmoutier près de Tours, à laquelle l'abbé régulier Renaud (frère du comte Vivien de Tours) était un spécialiste de liturgie carolingienne. Celui-ci fut copié vers 845 sous cet abbé, qui bénissait les moines et le peuple fidèle dans le folio 173v (voir son image dans la rubrique au-dessus)[ra 10]. Le manuscrit réussit en 853 à échapper au saccage des Vikings, sans laisser aucune trace, et finalement était gardé à Autun. On ignore ses parcours. Le folio 64 daté du XIe siècle contient des oraison de la messe de saint Lazare et de saint Celse, patrons de la cathédrale Saint-Lazare d'Autun[ra 11]. Le manuscrit conserve le texte complet, très fidèle, de Type III, établi à l'abbaye d'Aniane, avec ses supplémentaires de qualité, ceux d'Aniane ainsi que ceux des messes issues du gélasien franc afin de compléter les fêtes absentes du grégorien[jd1 12],[ra 11].
- Voir aussi, Cécile Voyer (université Bordeaux-Montaigne et Centre d'études supérieures de civilisation médiévale de l'université de Poitiers), Le sacramentaire de Marmoutier (Autun, BM. 19bis) et l'abbé Rainaud, 2015 [lire en ligne]
- Pour le content et les détails, Joseph Décréaux, Le sacramentaire de Marmoutier conservé à la Bibliothèque Municipale d'Autun, dans les Mémoires de la Société Éduenne, tome LI, 1970 (voir p. 275 - 283) [lire en ligne]
  - Sacramentaire à l'usage de la cathédrale Saint-Julien du Mans
(Bibliothèque municipale du Mans, manuscrit BM77)
Celui-ci aussi est un manuscrit de luxe duquel les lettres sont précieusement dorées [voir ses images en couleur]. Le manuscrit rétablit en fait sa beauté, en 1950, à la suite d'une magnifique restauration effectuée par les ateliers de la bibliothèque nationale de France[ra 12]. Son origine reste à identifier. D'après Dom Jean Deshusses, il fut copié dans le troisième quart du IXe siècle à l'abbaye de Saint-Amand, donc dans la région du Nord[jd1 17],[27]. Néanmoins, l'Institut de recherche et d'histoire des textes donne l'année 810 pour la fabrication du manuscrit et sous la direction de saint Benoît d'Aniane lui-même[28]. Si cette attribution de l'IRHT est correcte, il s'agit de l'un des premiers sacramentaires fournis par l'abbaye d'Aniane, car selon l'étude de Dom Deshusses, le sacramentaire corrigé d'Alcuin n'y était arrivé qu'après 810[jd3 11]. Quoi qu'il en soit, le texte conserve celui d'Aniane primitif et l'un des meilleurs manuscrits dans cette catégorie[jd1 17]. Il est intéressant que le manuscrit contienne des premiers 186 préfaces du manuscrit Ottoboni 313 du Vatican[ra 12]. Son usage est attribué à la cathédrale du Mans, en raison d'une insertion du Xe siècle (folio 25) ajoutant une messe de saint Julien du Mans[ra 12].
  - Sacramentaire lyonnais à l'usage d'Arles
(Bibliothèque nationale de France, manuscrit latin 2812 (pour le contenu, voir l'étude de Victor Saxer[29], p. 26 - 30[vs 1]))
Ce sacramentaire fut copié à Lyon et était en usage à Arles vers 840[vs 2]. En effet, quelques feuillets additionnels se distinguent d'une liste des évêques d'Arles, jusqu'à Rotland († 869), vraiment importante pour les études. De surcroît, on mentionnait le nom de Louis III l'Aveugle famulum tuum Hludovicum († 928) sur le folio 118v[ra 8]. L'origine peut être attribuée à l'abbaye de l'Île Barbe, à cette époque-là, sous la règle de saint Benoît[jd3 12]. Il s'agit d'un très bon sacramentaire d'Aniane qui est suivi des suppléments y compris la préface Hucusque[vs 3]. Celui-ci se distingue de sa qualité de ces supplémentaires qui représentent son ordonnance primitive[vs 3]. Si le manuscrit manque de plusieurs folios dont le premier cahier, on peut les restaurer en bénéficiant du manuscrit suivant, Reginensis 337. En outre, dans la partie du sacramentaire, on trouve le texte identique à celui d'Ottoboni 313, mot à mot[ra 8]. En bref, ces manuscrits demeurent très proches.
  - Sacramentaire de Lyon
(Biblioteca apostolica vaticana, manuscrit Reginensis 337 [lire en ligne])
Ce précieux sacramentaire se trouve dans la collection de la reine Christine de Suède au sein des archives du Vatican. C'est la raison pour laquelle il s'appelle Reginensis (ou Regina) 337[w 1]. Copié également à Lyon dans la première moitié du IXe siècle, vraisemblablement dans le même monastère, ce manuscrit est, de nos jours, considéré comme le meilleur manuscrit du sacramentaire Gregorianum Hadrianum (ainsi que type III Aniane primitif[jd1 4]). Celui-ci reste très proche de deux manuscrits, celui de la BNF latin 2812 ainsi que celui de Rheinau 43[jd1 13]. Ainsi, Victor Saxer donnait la date de fabrication entre 835 et 838 ainsi que vers 840 pour le manuscrit BNF latin 2812[vs 4]. Le sacramentaire d'excellente qualité conserve correctement le texte authentique du grégorien d'Aniane sans modification tardive, qui doit être toujours consulté, tandis que la qualité des suppléments, notamment celle du secondaire, n'atteint pas au même niveau[jd1 13],[vs 4]. En fait, ces suppléments possèdent un ordre différent et le contenu n'est pas identique aux manuscrits précédents[ra 13]. Par ailleurs, le manuscrit était si excellemment conservé que seuls deux folios furent perdus[w 2],[vs 4]. De même, il n'y a pas de dégradation de l'état pour le parchemin de très bonne qualité. Les écritures telles les rubriques y sont gardées avec leurs propres couleurs[vs 4]. Ce sont les raisons pour lesquelles le manuscrit était et est intensivement étudié par de nombreux chercheurs.
  - Sacramentaire de Rheinau
(Zentralbibliothek Zürich, manuscrit Rheinau 43)
Il s'agit d'un autre manuscrit de type III Aniane primitif. Si son origine demeure dans le flou, le texte ressemble aux deux manuscrits issus de Lyon au-dessus[jd1 14]. Le sacramentaire fut copié, sans doute à la fin du IXe siècle et il y a de nombreuses omissions dans les suppléments. En outre, le manuscrit manque de toute la série des préfaces[jd1 14]. (Cela signifie que le célébrant utilisait un livre des préfaces, séparé, soit à la suite d'une évolution, soit selon la tradition ancienne de Latran[jd2 3].) Celui-ci possède une autre particularité. Au lieu des folios, le manuscrit met la numérotation sur les pages comme les livres de nos jours[jd3 13]. Par ailleurs, il ne faut pas confondre avec le sacramentaire de Rheinau 30, plus ancien.
- Sacramentaire Hadrianum - Type III (Aniane corrigé)
  - Sacramentaire de Paris
(Biblioteca apostolica vaticana, manuscrit Ottoboni latin 313 contenu)
Ce manuscrit de qualité fut copié dans le troisième quart du IXe siècle. Auparavant, plus précisément depuis l'étude de Ludovico Antonio Muratori (1742), celui-ci était considéré comme un des deux manuscrits les plus corrects du Hadrianum, avec Reginensis 337. Son importance était soulignée, par Robert Amiet[30], en tant que le premier et plus ancien témoin du type Hadrianum enrichi d'Alcuin[ra 10],[jd1 13]. Toutefois, les études récentes établirent que les éléments supplémentaires restent moins purs et qu'il s'agit d'un manuscrit d'Aniane corrigé[jd1 13]. Cet exemplaire fut copié en faveur de la cathédrale Notre-Dame de Paris[jd1 13]. On y trouve en effet, dans les pages supplémentaires, une messe de sainte Geneviève, sainte patronne de Paris. Ensuite, il est définitif que se trouvent les noms des évêques de Paris, Inchadus († 831) et Ercanradus II († 857). Enfin, on y voit de nombreux noms de chanoines parisien. De plus, témoignage précieux, le manuscrit contient de l'obit de l'empereur Lothaire Ier († 855)[ra 10]. Encore le martyrologe de Bède le Vénérable reste-t-il sa particularité. Par ailleurs, ce manuscrit manque de texte de l'Agnus Dei pour une raison inconnue[31]. Ainsi, en dépit de son mauvais état, les chercheurs profitent-ils de la valeur de ce manuscrit[ra 10].
  - Sacramentaire de Beauvais
(Bibliothèque nationale de France, manuscrit latin 9429 [manuscrit en ligne])
Le manuscrit fut copié en Gaule dans la deuxième moitié du IXe siècle et est issu du texte d'Aniane, mais il s'agit d'un sacramentaire copieusement corrigé, en écriture minuscule caroline[jd1 18]. Alors que les folios 1r - 89v conservent une bonne authenticité, les folios suivants se caractérisent des irrégularités. À la fin du manuscrit, il y a un calendrier, ajouté tardivement, qui indique plusieurs saints liés à Beauvais, surtout une addition du XIIe siècle sancti Petri Belvacensis au bas du premier folio. C'est pourquoi on peut attribuer, avec certitude, ce sacramentaire à la cathédrale Saint-Pierre de Beauvais[ra 8].
  - Sacramentaire de Rodrade
(Bibliothèque nationale de France, manuscrit latin 12050 [manuscrit en ligne])
Ce sacramentaire fut réalisé en 853 par le prêtre Rodrade en faveur de l'éveque d'Amiens, Hilmerad, d'après la notice de ce prêtre (folio 18v - 19r)[jd3 14],[ra 11], qui avait été ordonné par l'évêque le 4 mars 853[vl 5],[ra 11]. Les folios 233 et 238 contiennent des messes consacrées à saint Benoît de Nursie, selon lesquelles on présume que l'usage était destiné à un monastère bénédictin. Il est exact que le manuscrit était conservé à l'abbaye Saint-Pierre de Corbie jusqu'en 1638[vl 6], mais l'abbaye de Saint-Germain-des-Prés le possédait tardivement jusqu'à l'acquisition de la bibliothèque nationale en 1796. Il s'agit d'un bon exemplaire du sacramentaire Aniane corrigé et proche du manuscrit Ottoboni latin 313, lui-aussi. Ses supplémentaires demeurent très riches, avec des messes d'Alcuin, d'autres messes votives, des messes du communs, des messes de fêtes de saints[jd3 14],[jd1 18]. D'où, Dom Nicolas-Hugues Ménard tenta d'éditer, avant son décès en 1644, un sacramentaire grégorien à la base de ce manuscrit (projet écarté, faute de textes des dimanches après l'Épiphanie, Pâques et la Pentecôte[ra 14]). Mais certains considèrent aujourd'hui comme manuscrit moins parfait, en comparaison d'autres manuscrits de l'époque[ra 11].
  - Sacramentaire de Saint-Vaast d'Arras
(Bibliothèque municipale de Cambrai, manuscrits 162 et 163 (anciennement à la cathédrale manuscrit 158))
Manuscrit en deux volumes écrit à la deuxième moitié du IXe siècle, son origine est aujourd'hui attribuée à l'abbaye Saint-Vaast d'Arras, surtout en raison de la fête de ce saint distingué Vaast d'Arras dans le manuscrit[jd1 19]. De plus, les folios 35 - 40 ne sont autre qu'un calendrier du monastère de Saint-Vaast[vl 7]. Le tome I contient de la charte originale qui suggère le motif de la fabrication du manuscrit : anno XXXVI regni domni Karoli (36e année du règne de Charles II le Chauve (vraisemblablement son trépas en 877))[vl 1]. Il y a de nombreuses traces issues du gélasien franc tandis qu'à la fin, des textes fortement remaniés et modifiés formant la seconde partie[jd1 19]. Il ne faut pas confondre avec le célèbre manuscrit Cambrai 164.

### D'autres variants du sacramentaire grégorien
- Manuscrits de Salzbourg et de Trente - Type I pré-hadrianique
  - Manuscrit de Salzbourg (Sacramentarium Arnonis[32] ; provenant de Salzbourg ; Bayerische Staatsbibliothek à Munich, manuscrit M II 296 ainsi que Österreichische Nationalbibliothek à Vienne, manuscrit Vind. Series nova 4225[33])
Il s'agit de plusieurs fragments qui permettent de reconstituer un sacramentaire[jd1 20]. Ils auraient été copiés dans le premier quart du IXe siècle[jd1 9]. Ce manuscrit rétabli est celui du type papal pré-hadrianique. On peut expliquer l'existence de ce manuscrit important, ainsi que celui de Trente, au-delà des Alpes, avec l'évêque de Salzbourg (785 - 821) Arnon de Saint-Armand[32], ami d'Alcuin et proche de Charlemagne[34]. Le remaniement fut effectué, très vraisemblablement, en consultant le gélasien du VIIIe siècle[jd3 15]. Pourtant on ignore la raison pour laquelle l'évêque, collaborateur d'Alcuin, fit copier le type I au lieu du sacramentaire Hadrianum.
  - Manuscrit de Trente[jd3 16] (Sacramentaire grégorien de Trente ; Museo provinciale del Castello del Buonconsiglio (Trente), manuscrit sans cote contenu)
En dépit de son importance, et si son existence était connue depuis les années 1760, ce manuscrit en luxe, duquel la couverture est en ivoire et la doublure en soie, n'attirait pas des chercheurs depuis si longtemps. Il est probable que celui-ci fut copié, dans la première moitié du IXe siècle[35], dans la région de Tyrol, sans doute même région du manuscrit de Salzbourg[jd1 13]. Le texte conserve un sacramentaire grégorien plus ancien tandis que le manuscrit contient également des messes d'Alcuin ainsi que le martyrologe[jd1 13]. Par exemple, le sacramentaire manque de texte de l'Agnus Dei dans l'ordinaire de la messe. D'où, ce manuscrit fut vraisemblablement achevé avant le pontificat de Serge Ier[jd3 17]
- Voir aussi, Jean Deshusses, Le sacramentaire grégorien de Trente, dans la Revue bénédictine 78 (1968), p. 261 - 282 [lire en ligne (payant sauf première page)]
- Manuscrit de Padoue (Liber sacramentorum Paduensis ; Biblioteca Capitolare (Padoue), manuscrit D. 47[36] contenu) - Type II
Ce manuscrit demeure précieux pour les études, car, il s'agit d'un seul manuscrit complet du type II[jd1 21]. Celui-ci fut copié, vraisemblablement en Italie du Nord, en scriptorium de l'empereur Lothaire Ier, donc remonte entre 840 et 855[37]. L'ancienneté du texte se caractérise, par exemple, de manque de stations du carême, fixées définitivement par le pape Grégoire II († 731). De surcroît, les célébrations de ces jeudis de carême ne correspondaient pas à celles des sacramentaires Hadrianum[mj 6]. Encore le sacramentaire de Padoue manque-t-il de texte selon la reforme de Serge Ier († 701)[mj 7]. Au contraire, celui-ci reste plus riche au regard de certains textes, tel celui de l'Épiphanie pour laquelle le Hadrianum ne contient que des textes plus simples, vraisemblablement ayant subi des suppressions à Rome[mj 8],[38]. Il faut remarquer que, dans ce manuscrit de Padoue, l'Épiphanie reste une grande fête en octave, avec les deux dimanches avant et après l'Épiphanie ainsi que la célébration solennelle de la vigile. Son ancienneté est indiscutable[mj 9]. Quoi qu'il en soit, privé de reformes liturgiques successives, devait disparaître le sacramentaire grégorien type II.

## Études scientifiques du sacramentaireGregorianum Hadrianum
La première étude scientifique de ces manuscrits carolingiens se commença au XVIe siècle. Dans son œuvre Liturgicon Ecclesiæ Latinæ (tome II, 1571), Jacques de Pamele ou Pamelius, traitant plusieurs manuscrits de sacramentaire sous le nom de saint Grégoire le Grand, identifiait qu'il s'agissait des manuscrits à partir de la fin du VIIIe siècle, en dépit de leur attribution. Cependant, ce théologien, formé à l'université de Louvain puis à l'université de Paris, ne pouvait utiliser, malgré une région étroitement liée à Charlemagne, que des documents de mauvaise qualité. 
En 1742, Ludovico Antonio Muratori présenta, dans sa Liturgia Romana Vetus, tome II, deux manuscrits de bonne qualité auprès de la bibliothèque apostolique vaticane : manuscrit Regina latin 337 et manuscrit Ottoboni latin 313. Toutefois, la méthode de son analyse était loin d'être suffisante.
Une canalisation importante fut proposée en 1889 par Louis Duchesne. Il faut distinguer soigneusement les manuscrits originaux du grégorien de ceux de Hadrien [lire en ligne].
Il est probable que l'autorisation et l'officialisation du chant grégorien par le pape saint Pie X, en 1903, favorisait l'évolution des études. Après sa publication du texte de sacramentaire gélasien en 1894, Henry Austin Wilson sortit ses études du Grégorianum Hadrianum en 1915 (voir ci-dessous). Cette œuvre garde encore sa valeur en raison de ses choix de manuscrits corrects, les manuscrits Regina 337 et Ottoboni 313, de nouveau, ainsi que le manuscrit Cambrai 164, un autre manuscrit important. Les matériaux étaient assez scientifiquement traités. En 1921, le texte fut publié par Hans Lietzmann, en tant que synthèse de plusieurs manuscrits, dans laquelle les différences entre manuscrits sont précisées avec de nombreuses notes.  
Les religieux français aussi contribuèrent à avancer les études, tels Michel Andrieu, Robert Amiet, étant donné que plusieurs manuscrits importants restent auprès des bibliothèques publiques en France. Afin d'identifier l'origine des documents, il faut une profonde connaissance concernant la liturgie locale. Comme la plupart des manuscrits étaient copiés en Gaule, leur connaissance était indispensable. Surtout, cela était le cas de Victor Leroquais, qui publia en 1924 un grand nombre de notes pour tous les folios qu'il avait consultés. Travail méconnu, Joseph Décréaux se consacra sur un manuscrit conservé à sa ville natale Autun, sacramentaire de Marmoutier. Mais il n'est autre que le meilleur manuscrit du sacramentaire Hadrianum d'Aniane primitif. 
À la fin du XXe siècle, Dom Jean Deshusses ne cessa jamais d'avancer ses études concernant les manuscrits avant le Xe siècle. Il ajouta, en faveur de sa dernière édition, le sacramentaire grégorien de Trente, redécouvert par cet auteur, et ses dernières études pour Alcuin.  

Au regard du titre en français, à la différence du sacramentaire gélasien, du sacramentaire grégorien, il n'existe pas de forme française jusqu'ici et comme le Gregorianum Hadrianum Sacramentary en anglais. À dire vrai, se trouve, dans des documents sortis vers 1900, le mot sacramentaire hadriano-grégorien. Toutefois, son usage ne devint pas courent. Une solution se trouve plus fréquemment avec des livres de chercheurs en manière du sacramentaire Hadrianum ou du sacramentaire Gregorianum Hadrianum.

### Manuscrits en ligne
- Bibliothèque apostolique vaticane, Sacramentarium Gregorianum Hadrianum (IN NOMINE DOMINI INCIPIT SACRAMENTORVM DE CIRCVLO ANNI EXPOSITVM A SANCTO GREGORIO PAPA ROMANO EDITVM EX AVTHENTICO LIBRO BIBLIOTHECÆ CVBICVLI SCRIPTVM QVALITER MISSA ROMANA CELEBRATVR), manuscrit Reginensis 337 (Lyon, abbaye de l'Île Barbe, première moitié du IXe siècle) [lire en ligne]
— Il s'agit du meilleur manuscrit du sacramentaire Gregorianum Hadrianum.
— « ex authentico libro bibliothecæ cubiculi scriptum » signifie, soit la bibliothèque du palais royal (Lietzmann), soit celle de Latran à Rome (Gamber)[jd1 1].
- Bibliothèque nationale de France
  - Sacramentaire de Rodrade, manuscrit latin 12050 (vers 853) : [lire en ligne]
  - Sacramentaire de l'église de Tours, manuscrit latin 9430 (Xe siècle) : [lire en ligne]
  - Sacramentaire de Beauvais, manuscrit latin 9429 (première moitié du Xe siècle) : [lire en ligne]

### Manuscrits en fragment
- Université d'Augsbourg, Sacramentarium Gregorianum Hadrianum, manuscrit I.2.4° 1 (Abbaye de Lorsch, milieu du IXe siècle ou après (846 selon l'université de Heidelberg[42])) [lire en ligne]

### Publication de texte
- Hans Lietzmann[43], Das Sacramentarium Gregorianum (In nomine Domini Incipit Sacramentorium de circulo anni expositum a Sancto Gregorio Papa Romano Editum — synthèse de sacramentaire en édition critique indiquant les sources), Verlag der Aschendorfischen Verlagsbuchhandlung, Munster 1921 [lire en ligne]
- (extrait) Jean Deshusses, In nomine Domini hic Sacramentorium de circulo anni exposito a Sancto Gregorio Papa Romano Editum ex authentico libro bibliothecæ cubiculi scriptum — extrait du manuscrit Cambrai 164 (copie du sacramentaire transféré du Saint-Siège sous le pontificat d'Adrien Ier) avec comparaison d'autres manuscrits (voir ci-dessous Références bibliographiques) [extrait en ligne]

### Articles généraux
- Institut de recherche et d'histoire des textes : Jean-Baptiste Lebigue[44], Sacramentaire [lire en ligne] (afin de connaître la composition d'un sacramentaire médiéval)